# DEAR VIOLET
『DEAR VIOLET』（ディアーヴァイオレット）は、韓国の女性アイドルグループ PURPLE KISSの日本デビューミニアルバムである。
2023年3月22日にビクターエンタテインメントによってリリースされた。

## 概要
韓国でのデビューアルバム『INTO VIOLET』のリード曲である『Panzona』をはじめとした各ミニアルバム・アルバムのリード曲をはじめとした4曲と、2023年2月に韓国でリリースされた新曲『Sweet Juice』の日本語バージョン、日本オリジナル楽曲『トナリ』の計6曲が収録されている。『トナリ』は日本人メンバーのユキが作詞を手掛け、PLORYへの想いが綴られた曲となっている。

## 背景とリリース
2023年2月17日、PURPLE KISS JAPAN OFFICIAL SITEにて日本デビュー決定の告知とともにデビューミニアルバムである本作が発表された。
本作のタイトル名『DEAR VIOLET」には、2021年韓国でのデビューアルバム『INTO VIOLET』からインスパイアされ、PLORY（ファンの名称）への愛が込められている。

## 収録内容
| タイトル                      | 形態       | 形態 | 収録内容 | 規格品番   | オリコンランキング(週間) | 売上枚数(推定) |
| ----------------------------- | ---------- | ---- | --- | ---------- | ------------------------ | -------------- |
| DEAR VIOLET （2023年3月22日） | 通常盤     | CD   | 1. Sweet Juice -Japanese ver.- 2. Nerdy -Japanese ver.- 3. memeM -Japanese ver.- 4. トナリ 5. Zombie -Japanese ver.- 6. Ponzona -Japanese ver.-                                                                  | VICL-65801 | 12位                     | 5,152+枚       |
| DEAR VIOLET （2023年3月22日） | ソロ盤     | CD   | 1. Sweet Juice -Japanese ver.- 2. Nerdy -Japanese ver.- 3. memeM -Japanese ver.- 4. トナリ 5. Zombie -Japanese ver.- 6. Ponzona -Japanese ver.-                                                                  | VICL-65802 | 12位                     | 5,152+枚       |
| DEAR VIOLET （2023年3月22日） | 初回限定盤 | CD   | 1. Sweet Juice -Japanese ver.- 2. Nerdy -Japanese ver.- 3. memeM -Japanese ver.- 4. トナリ 5. Zombie -Japanese ver.- 6. Ponzona -Japanese ver.-                                                                  | VIZL-2176  | 12位                     | 5,152+枚       |
| DEAR VIOLET （2023年3月22日） | 初回限定盤 | DVD  | 1. 「Sweet Juice -Japanese ver.-」Music Video 2. 「Nerdy -Japanese ver.-」Music Video 3. 「memeM -Japanese ver.-」Music Video 4. 「Zombie -Japanese ver.-」Music Video 5. 「Ponzona -Japanese ver.-」Music Video | VIZL-2176  | 12位                     | 5,152+枚       |

## プロモーション
3月17日から3月25日にかけて、本作リリースを記念したプロモーションイベントが開催された。また、3月21日に大阪・Zepp Nambaで、26日に東京・ EX THEATER ROPPONGIで「PURPLE K!SS JAPAN 1st LIVE」を各2公演、計4公演を開催予定である。
3月6日から3月12日の間、渋谷グリコビジョン、心斎橋OPAビジョンの屋外広告でSweet Juice -Japanese ver.-の放映が行われた。
| 日付    | イベント                                     | 内容 | 内容 | 場所                        |
| ------- | -------------------------------------------- | --- | --- | --------------------------- |
| 3月17日 | 団体サイン会                                 | メンバー全員とのサイン会                                                                                    | メンバー全員とのサイン会                                                                                    | 大阪・某所                  |
| 3月18日 | リリースイベント（フリーミニライブと特典会） | 第1部 | オリジナルステッカー付アンニョン会、メンバー別サイン会、撮影OKアンニョン会、メンバー全員撮影会              | 大阪・ あべのキューズモール |
| 3月18日 | リリースイベント（フリーミニライブと特典会） | 第2部 | オリジナルステッカー付アンニョン会、メンバー別サイン会、撮影OKアンニョン会、メンバー別2ショットチェキ撮影会 | 大阪・ あべのキューズモール |
| 3月19日 | リリースイベント（フリーミニライブと特典会） | 第1部 | オリジナルステッカー付アンニョン会、メンバー別サイン会、撮影OKアンニョン会、メンバー別2ショットチェキ撮影会 | 兵庫・神戸ハーバーランド    |
| 3月19日 | リリースイベント（フリーミニライブと特典会） | 第2部 | オリジナルステッカー付アンニョン会、メンバー別サイン会、撮影OKアンニョン会、メンバー全員撮影会              | 兵庫・神戸ハーバーランド    |
| 3月22日 | リリースイベント（フリーミニライブと特典会） | オリジナルステッカー付アンニョン会、メンバー別サイン会、撮影OKアンニョン会、メンバー全員撮影会              | オリジナルステッカー付アンニョン会、メンバー別サイン会、撮影OKアンニョン会、メンバー全員撮影会              | 東京・なかのZERO            |
| 3月23日 | タワーレコード渋谷店 1日店長                 | タワーレコードエプロン着用のメンバーから1日店長名刺のお渡しと、メンバーとの2ショット撮影                    | タワーレコードエプロン着用のメンバーから1日店長名刺のお渡しと、メンバーとの2ショット撮影                    | 東京・タワーレコード渋谷店  |
| 3月23日 | リリースイベント（フリーミニライブと特典会） | オリジナルステッカー付アンニョン会、メンバー別サイン会、撮影OKアンニョン会、メンバー別2ショットチェキ撮影会 | オリジナルステッカー付アンニョン会、メンバー別サイン会、撮影OKアンニョン会、メンバー別2ショットチェキ撮影会 | 東京・タワーレコード渋谷店  |
| 3月24日 | 団体サイン会                                 | メンバー全員とのサイン会                                                                                    | メンバー全員とのサイン会                                                                                    | 東京・某所                  |
| 3月25日 | リリースイベント（フリーミニライブと特典会） | オリジナルステッカー付アンニョン会、メンバー別サイン会、撮影OKアンニョン会、メンバー全員撮影会              | オリジナルステッカー付アンニョン会、メンバー別サイン会、撮影OKアンニョン会、メンバー全員撮影会              | 東京・タワーレコード渋谷店  |

| イベント内容                       | 詳細 | イベントへの参加方法 |
| ---------------------------------- | --- | --- |
| メンバー全員とのサイン会           | メンバー全員とのサイン会である。参加者は抽選で各会場90名である。 | 対象期間内にビクターオンラインストアで本作の初回限定盤、通常盤、ソロ盤のいずれかを購入する。                                                                                      |
| オリジナルステッカー付アンニョン会 | いわゆるお見送り会である。「特典会参加券」1枚で1回参加できる。 | 対象販売場所での本作購入枚数に応じた「特典会参加券」（初回限定盤1枚につき2枚、通常盤・ソロ盤1枚につき1枚）が配布される。（先着順）                                                |
| メンバー別サイン会                 | メンバー別のサイン会である。「特典会参加券」2枚と引き換えた「メンバー別サイン会参加券（スクラッチ付）」1枚で、スクラッチに記載のあるメンバーとのサイン会に1回参加できる。                         | 対象販売場所での本作購入枚数に応じた「特典会参加券」（初回限定盤1枚につき2枚、通常盤・ソロ盤1枚につき1枚）が配布される。（先着順）                                                |
| 撮影OKアンニョン会                 | いわゆる撮影可能なお見送り会である。「特典会参加券」3枚で1回参加できる。 | 対象販売場所での本作購入枚数に応じた「特典会参加券」（初回限定盤1枚につき2枚、通常盤・ソロ盤1枚につき1枚）が配布される。（先着順）                                                |
| メンバー別2ショットチェキ撮影会    | メンバーとの2ショットチェキの撮影会である。「特典会参加券」4枚と引き換えた「メメンバー別2ショット撮影会参加券（スクラッチ付）」1枚で、スクラッチに記載のあるメンバーとのサイン会に1回参加できる。 | 対象販売場所での本作購入枚数に応じた「特典会参加券」（初回限定盤1枚につき2枚、通常盤・ソロ盤1枚につき1枚）が配布される。（先着順）                                                |
| メンバー全員撮影会                 | メンバー全員と写真撮影が行える撮影会である。「特典会参加券」6枚で1回参加できる。 | 対象販売場所での本作購入枚数に応じた「特典会参加券」（初回限定盤1枚につき2枚、通常盤・ソロ盤1枚につき1枚）が配布される。（先着順）                                                |
| タワーレコード渋谷店 1日店長       | タワーレコードエプロン着用のメンバーから1日店長名刺のお渡しと、メンバーとの2ショット撮影を行える。なお、メンバーはランダムである。                                                                | 本作3タイプ（初回限定盤、通常盤、ソロ盤）を各1枚ずつの購入で「整理番号付きメンバー別１日店長イベント参加券」と「メンバー別2ショット撮影会参加券」が各1枚配布される。（先着100名） |